# Pi Sagittarii
Pi Sagittarii (Pi Sgr, π Sagittarii, π Sgr), conosciuta anche con il nome tradizionale di Albaldah, è la sesta stella più brillante della costellazione del Sagittario. La sua magnitudine apparente è +2,89 e dista 507 anni luce dal sistema solare. Si tratta di un sistema stellare formato da tre stelle piuttosto vicine tra loro.

## Osservazione
Si tratta di una stella situata nell'emisfero celeste australe, ma di bassa declinazione: ciò comporta che possa essere osservata da tutte le regioni abitate della Terra senza alcuna difficoltà e che sia invisibile soltanto a alte latitudini. Nell'emisfero sud invece appare circumpolare solo nel continente antartico. La sua magnitudine pari a 2,9 le consente di essere scorta con facilità anche dalle aree urbane di moderate dimensioni.
Data la sua vicinanza all'eclittica, la stella può essere occultata talvolta dalla Luna, e più raramente, da pianeti del sistema solare. La prossima occultazione da parte di un pianeta avrà luogo il 17 febbraio 2035 ad opera di Venere.

## Caratteristiche fisiche
La componente principale del sistema, Pi Sagittarii A, è una stella gigante brillante di classe F2II. Ha una massa stimata in quasi 6 volte quella solare ed un'età di circa 67 milioni di anni. Nel diagramma di Hertzsprung-Russell la stella si trova in un punto in cui le stelle si destabilizzano ed iniziano a pulsare come variabili Cefeidi. Si pensa che tra 1,5 milioni di anni Pi Sagittarii entrerà a far parte di questo gruppo di variabili..
Le due compagne si trovano rispettivamente a 0,09 e 0,4 secondi d'arco dalla principale, che corrispondono, a quella distanza, a 13 e 57 au di distanza dalla componente principale. Non si conoscono molti dettagli delle due compagne, se non che Pi Sagittarii C, la più lontana, è di sesta magnitudine ed è probabilmente una stella di classe B9.